# Championnat des Bermudes de football 2012-2013
Navigation
Saison précédente Saison suivante
La saison 2012-2013 du Championnat des Bermudes de football est la cinquantième édition de la Premier Division, le championnat de première division aux Bermudes. Les dix formations de l'élite sont réunies au sein d'une poule unique où elles s'affrontent deux fois au cours de la saison. À l'issue du championnat, les deux derniers du classement sont relégués et remplacés par les deux meilleurs clubs de First Division.
C'est le club de Devonshire Cougars qui remporte la compétition cette saison après avoir terminé en tête du classement final, avec huit points d'avance sur les PHC Zebras et neuf sur le Somerset Cricket Club Trojans. Il s’agit du quatrième titre de champion des Bermudes de l'histoire du club, qui réalise même le doublé en s'imposant face aux Trojans en finale de la Coupe des Bermudes.

## Les clubs participants
- Wolves SC - Promu de First Division
- Dandy Town Hornets
- North Village Community Club
- Devonshire Cougars
- PHC Zebras
- Southampton Rangers
- Somerset Cricket Club Trojans
- Robin Hood FC
- Flanagan's Onions FC - Promu de First Division
- St George's Colts

## Compétition
Le barème de points servant à établir le classement se décompose ainsi :
- Victoire : 3 points
- Match nul : 1 point
- Défaite : 0 point

### Classement
| Rang | Équipe                        | Pts | J  | G  | N | P  | Bp | Bc | Diff |
| ---- | ----------------------------- | --- | -- | -- | - | -- | -- | -- | ---- |
| 1    | Devonshire CougarsC           | 41  | 18 | 12 | 5 | 1  | 46 | 22 | +24  |
| 2    | PHC Zebras                    | 33  | 18 | 10 | 3 | 5  | 44 | 24 | +20  |
| 3    | Somerset Cricket Club Trojans | 32  | 18 | 10 | 2 | 6  | 36 | 31 | +5   |
| 4    | North Village Community Club  | 31  | 18 | 9  | 4 | 5  | 36 | 26 | +10  |
| 5    | Dandy Town HornetsT           | 29  | 18 | 9  | 2 | 7  | 41 | 29 | +12  |
| 6    | Southampton Rangers           | 24  | 18 | 7  | 3 | 8  | 35 | 37 | -2   |
| 7    | Wolves SCP                    | 22  | 18 | 6  | 4 | 8  | 33 | 42 | -9   |
| 8    | Flanagan's Onions FCP         | 17  | 18 | 5  | 2 | 11 | 21 | 44 | -23  |
| 9    | Robin Hood FC                 | 14  | 18 | 4  | 2 | 12 | 22 | 43 | -21  |
| 10   | St George's Colts             | 12  | 18 | 3  | 3 | 12 | 18 | 34 | -16  |

|  | Champion des Bermudes 2012-2013                                                        |
|  | Relégation en First Division                                                           |
|  | T : Tenant du titre C : Vainqueur de la Coupe des Bermudes P : Promu de First Division |

## Bilan de la saison
| Championnat des Bermudes de football 2012-2013 |                               |
| Champion                                       | Devonshire Cougars (4e titre) |
| Coupes et trophées                             |                               |
| Vainqueur de la Coupe des Bermudes 2012-2013   | Devonshire Cougars            |
| Qualifications continentales                   |                               |
| CFU Club Championship 2014                     | Aucun                         |
| Promotions et relégations                      |                               |
| Promus en Premier Division                     | Hamilton Parish FC            |
| Promus en Premier Division                     | St David's Warriors           |
| Relégués en First Division                     | Robin Hood FC                 |
| Relégués en First Division                     | St George's Colts             |